# 新疆行政长官列表
下表列出新疆自1911年起历任行政长官：

## 中华民国时期

### 中華民國北京政府
新疆都督：
- 温世霖、袁大化 1911年－1912年
- 袁鸿祐（未到任）1912年
- 杨增新 1912年5月22日－1914年6月30日

附：阿尔泰办事长官
- 帕勒塔 1912年5月17日－1914年1月9日
- 刘长炳（暂署）1914年1月9日－1915年11月
- 程克 1915年12月3日－1918年3月15日
- 张庆桐（署）1918年3月15日－1924年7月31日

新疆督军
新疆民政长
新疆巡按使
新疆省长
- 楊增新 1914年6月30日－1928年7月7日

### 中華民國国民政府及行宪政府
新疆省政府主席
- 楊增新 1928年6月－1928年7月7日
- 金樹仁 1928年11月17日－1933年4月24日
- 劉文龍（代理）1933年4月12日－1933年8月2日
- 劉文龍 1933年8月2日－1934年10月19日
- 吴忠信 1944年8月29日－1946年3月29日
- 张治中 1946年4月1日－1947年5月21日
- 麦斯武德 1947年5月21日－1948年12月31日
- 包尔汉 1948年12月30日－1950年4月11日
- 尧乐博斯 1950年4月11日－1971年7月27日病逝

### 地方割据政權

#### 和田临时政府→和田伊斯兰教国
- 总统穆罕默德·尼牙孜·艾来木 1933年2月20日－1934年6月
- 总理沙比提大毛拉 1933年2月20日－1934年6月
- 埃米尔穆罕默德·伊敏 1933年2月20日－1934年6月

#### 东突厥斯坦伊斯兰共和国
- 总统和加尼牙孜（未接受）1934年1月－2月
- 总理沙比提大毛拉 1933年11月－1934年6月

#### 東突厥斯坦共和國
- 主席艾力汗·吐烈 1944年－1946年

### 新疆省自治政府
由新疆邊防督辦公署和新疆民众反帝联合会执政
- 朱瑞墀（盛世才指定代理）1933年12月－1934年3月
- 李溶（盛世才指定代理）1934年3月－1934年10月
- 李溶 1934年10月－1940年3月
- 盛世才 1940年3月－1944年9月11日（1943年起歸順國民政府）

## 中華人民共和國時期

### 新疆省人民政府主席
新疆省临时政府主席 → 新疆省人民政府主席
- 包尔汉·沙希迪 1949年10月－1955年1月

### 新疆维吾尔自治区人民委员会主席
- 赛福鼎·艾则孜 1955年10月－1967年1月

### 新疆维吾尔自治区革命委员会主任
- 龙书金 1968年－1972年7月
- 赛福鼎·艾则孜（代） 1972年7月－1973年6月
- 赛福鼎·艾则孜 1973年6月－1978年1月
- 汪锋 1978年－1979年

### 新疆维吾尔自治区人民政府主席
- 司马义·艾买提 1979年－1985年
- 铁木尔·达瓦买提 1985年－1993年
- 阿不来提·阿不都热西提 1993年－2003年
- 司马义·铁力瓦尔地 2003年－2007年
- 努尔·白克力 2007年－2014年
- 雪克来提·扎克尔 2014年－2021年
- 艾尔肯·吐尼亚孜 2021年－